# Read Mountains
Read Mountains är ett berg i Antarktis. Det ligger i Östantarktis. Storbritannien gör anspråk på området. Toppen på Read Mountains är 1 830 meter över havet.
Terrängen runt Read Mountains är huvudsakligen lite kuperad. Trakten är obefolkad. Det finns inga samhällen i närheten. 